# Lasarte
Lasarte est un village ou contrée faisant partie de la municipalité de Vitoria-Gasteiz dans la province d'Alava dans la Communauté autonome basque.

## Personnalités liées à la commune
- Francisco Galdós (1947-) Joueur de Txistu.
- Iñaki Gil Diaz de Argote (1963-) Arrijasotzaile.

## Voir également
- Liste des municipalités d'Alava